# فوكر إف الخامسة
فوكر إف الخامسة (بالإنجليزية: Fokker F.V)‏ هي طائرة ركاب، يمكن تحويلها من طائرة ذات سطحين إلى طائرة أحادية السطح، والعكس. أنتجت في هولندا. من صناعة فوكر. كان أول طيران لها في 7 ديسمبر 1922.